# Virgílio do Nascimento Antunes

Wappen von Bischof Virgílio do Nascimento Antunes

Virgílio do Nascimento Antunes (* 22. September 1961 in São Mamede, Portugal) ist ein portugiesischer Geistlicher und römisch-katholischer Bischof von Coimbra.

## Leben
Virgílio do Nascimento Antunes empfing am 29. September 1985 das Sakrament der Priesterweihe für das Bistum Leiria-Fátima.
Am 28. April 2011 ernannte ihn Papst Benedikt XVI. zum Bischof von Coimbra. Der Bischof von Leiria-Fátima, António Augusto dos Santos Marto, spendete ihm am 3. Juli desselben Jahres die Bischofsweihe; Mitkonsekratoren waren der Bischof von Viana do Castelo, Anacleto Cordeiro Gonçalves de Oliveira, und der emeritierte Bischof von Coimbra, Albino Mamede Cleto. Die Amtseinführung fand am 10. Juli 2011 statt.